# Peter Florjančič
Peter Florjančič, slovenski izumitelj in športnik, * 5. marec 1919, Bled, † 14. november 2020.
Florjančič je bil eden najbolj znanih slovenskih izumiteljev in edini, ki se je celo življenje s tem ukvarjal poklicno. Podpisan je pod približno 400 patentov, od katerih jih je realiziranih 41. Med njegove najvidnejše inovacije štejejo okvirčki za diapozitive, plastična zadrga, pršilec na steklenički za parfum, ročne statve, vžigalnik s prižiganjem ob strani, zapiralni sistem pri stroju za brizganje plastike, smučarski tobogan; leta 1957 je izumil, ne pa tudi izpopolnil avtomobilsko zračno blazino.
Florjančič se je rodil v hotelirski družini na Bledu, njegov ded Jakob Peternelj je bil lastnik hotelov Union in Triglav ter blejski župan, več blejskih hotelov je imela v lasti sestra njegove mame, Marija Kenda in njen mož Ivan Kenda. Živel je v Monaku, Švici, Avstriji, Italiji in Nemčiji. Bil je tudi član slovenske smučarske reprezentance.
Med njegovimi znanci so bili Ilhamy Hussein Pasha, knez Aleksander Karađorđević in kralj Faruk I, na gala večerjah in zabavah pa se je družil z Samio Gamal, knezom Reinerjem, Charlijem Chaplinom, Genom Kellyem, Grace Kelly, Vittoriom De Sico, Marlene Dietrich - s katero je posnel kratek prizor v filmu Montecarlo (The Monte Carlo Story), Aristotelom Onassisom...
Karpo Godina je leta 2002 posnel dokumentarni film o njem Zgodba gospoda P. F., Ven Jemeršić pa leta 2017  dokumentarni film  Stoletje sanj.

## Nagrade in priznanja
- 2019: Valvasorjevo častno priznanje za donacijo Tehniškemu muzeju Slovenije[5]